# Krzysztof Wójcik (polityk)
Krzysztof Stefan Wójcik (ur. 16 października 1958 w Bytomiu) – polski polityk, nauczyciel, prezydent Bytomia w latach 1998–2006.

## Życiorys
Ukończył nauki polityczne na Uniwersytecie Śląskim. W okresie PRL działał w Polskiej Zjednoczonej Partii Robotniczej. W 1990 przystąpił do SdRP, a w 1999 do Sojuszu Lewicy Demokratycznej. Przewodniczył strukturom miejskim tych ugrupowań.
Od 1994 był przez dwie kadencje radnym miasta, pełnił funkcję społecznego członka zarządu miasta i wiceprezydenta ds. oświaty. Po wyborach samorządowych z 1998 rada miasta powołała go na urząd prezydenta Bytomia. W bezpośrednich wyborach w 2002 uzyskał reelekcję na to stanowisko. W bezpośrednich wyborach w 2006 zajął trzecie miejsce, ostatecznie po rezygnacji Janusza Paczochy wszedł do drugiej tury, w której przegrał z Piotrem Kojem. Wszedł jednocześnie w skład rady miasta. Po zakończeniu kadencji radnego miejskiego w 2010 bezskutecznie startował w wyborach do sejmiku śląskiego w okręgu gliwickim. Przez pewien czas był zarejestrowany jako bezrobotny. W marcu 2012 ponownie został przewodniczącym bytomskich struktur SLD. W 2014 również bezskutecznie ubiegał się o prezydenturę Bytomia, a w 2014 i 2018 o mandat radnego województwa.